# Svartbjörn
Svartbjörn (Ursus americanus) är en art i rovdjursfamiljen björnar. De lever i Nordamerika och är allätare. Svartbjörnen äter i huvudsak växter och insekter men även kadaver samt mindre däggdjur, fåglar och ödlor.
Svartbjörnen är mindre till storleken än den närbesläktade grizzlybjörnen och anses också vara mindre aggressiv. Svartbjörnens utbredningsområde omfattar stora delar av Nordamerika och arten har tagit över områden där grizzlybjörnen utrotats. Svartbjörnens päls är i allmänhet svart, men den kan även vara brun eller till och med vit. I teorin har svartbjörnar en livslängd på 25 år men de flesta blir inte äldre än tio år, och de flesta dödsfall hos vuxna djur beror på kontakt med människor.
Det är kontinentens minsta och mest spridda björnart. Svarta björnar är allätare men kosten varierar kraftigt beroende på säsong och läge. De lever vanligen i skogsområden. Ibland blir de attraherade av mänskliga samhällen på grund av omedelbar tillgång till mat. Den amerikanska svarta björnen är en av världens vanligaste björnarter.

## Utseende
Svartbjörnen liknar många andra björnar till utseendet. Den har en kraftig kropp och tjocka extremiteter. Vid varje tass har den starka klor som inte kan dras in och som används för att gräva, klättra och döda bytesdjur. Svansen är som hos alla björnar en liten stump. Det stora huvudet kännetecknas av en jämförelsevis lång och naken nos, små ögon och runda uppriktade öron.
Med en kroppslängd på 1,5 till 1,8 meter, en mankhöjd på upp till 91 centimeter och en vikt på i genomsnitt 100 kilo är svartbjörnen betydligt mindre än grizzlybjörnen. Å andra sidan finns det stora skillnader mellan könen då hanarna i genomsnitt är 33% större. Honorna väger endast 40 till 150 kilogram (sällan upp till 180 kg) medan hanarna vanligtvis väger 60 till 225 kilogram, i extremfall upp till 400 kg.
Olika populationer av svartbjörn har olika färg på pälsen. Färgen varierar från svart via kanelbrun till vit, men det vanligaste är att den är svartaktig. Vissa har en pälsfärg som gör att de kan förväxlas med grizzlybjörnen. Populationer som lever i täta och kyliga skogar i de norra och östra regionerna av utbredningsområdet har en mer svartaktig päls, medan pälsen hos populationer i södra och västra regionerna med torrt och öppet landskap är mer brunaktig. Särskilt utmärker sig underarten Ursus americanus kermodei som lever vid den kanadensiska västkusten och har en nästan vit päls. Dessa djur är inga albiner men några få albinistiska individer förekommer hos arten.
Förutom den mindre storleken skiljer sig svartbjörnen från brunbjörnen genom att den saknar den muskulösa knölen i nacken, har flack panna, kortare klor och kortare bakre extremiteter.

## Utbredning och systematik
Svartbjörnens utbredningsområde omfattar stora delar av Nordamerika. Arten lever i nästan hela Alaska och Kanada, med undantag av de yttre östra regionerna. I kärnområdet i USA är den vanlig. Den saknades tidigare i landets torra sydvästliga delar. I Mexiko förekommer svartbjörnen i bergsregionerna Sierra Madre Oriental och Sierra Madre Occidental. Utbredningsområdet sträcker sig från den subartiska till den subtropiska klimatzonen och från låglandet till 3 500 meter höga bergstrakter.

### Undergrupper

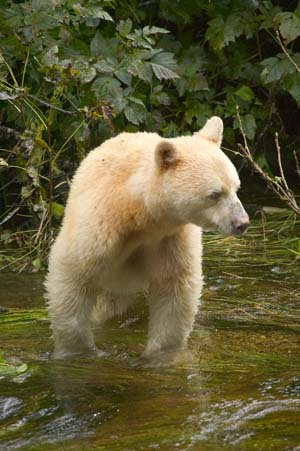
Ursus americanus kermodei

För närvarande är följande underarter godkända:
- Högpannad svartbjörn (U. a. altifrontalis) – förekommer från Stilla havets kustlinje i British Columbia till norra Kalifornien samt från norra British Columbia till Idaho.
- U. a. amblyceps – förekommer i Colorado, New Mexico, västra Texas och från norra hälften av Arizona till norra Mexiko samt sydöstra Utah.
- Östlig svartbjörn eller baribal (U. a. americanus) – förekommer från östra Montana till Atlantkusten, och från Alaska över Kanada till Atlanten och Texas. Utgör artens typ på grund av att Peter Simon Pallas angav North Carolina i sin vetenskapliga beskrivning som typisk plats där arten lever (enligt en text av Brickell från 1737).[7]
- U. a. californiensis, förekommer i California Central Valley och fram till södra Oregon.
- Charlottesvartbjörn (U. a. carlottae) – förekommer på Queen Charlotte Islands och i Alaska.
- Kanelbjörn (U. a. cinnamomum) – förekommer i Idaho, västra Montana, Wyoming, östra Washington, Oregon och nordöstra Utah.
- Blåbjörn eller glaciärbjörn (U. a. emmonsii) – förekommer i sydöstra Alaska.
- U. a. eremicus - förekommer i nordöstra Mexiko.
- Floridasvartbjörn (U. a. floridanus) – förekommer i Florida, sydöstra Georgia och i södra Alabama. Underartens bestånd uppskattas till 500 till 1000 individer.[källa behövs]
- Newfoundlandsvartbjörn (U. a. hamiltoni) – endemisk för Newfoundland.
- Kermodesbjörn (U. a. kermodei) – förekommer i British Columbia och kännetecknas av en oftast vitaktig päls.
- Texassvartbjörn (U. a. luteolus) – förekommer i östra Texas, Louisiana och i södra Mississippi. Underarten räknas sedan 1992 av US. Fish and Wildlife Service som starkt hotad.
- U. a. machetes – förekommer i norra och mellersta Mexiko.
- U. a. perniger – förekommer på Kenai Peninsula i Alaska.
- U. a. pugnax – endemisk för Alexanderarkipelagen.
- Vancouversvartbjörn (U. a. vancouveri) - endemisk för Vancouver Island.

### Populationsstorlek
Delstater och provinser med fler än 10 000 individer.
| Delstat | Delstat        | Tusental |
| ------- | -------------- | -------- |
|         | Alaska         | 200      |
|         | Colorado       | 11       |
|         | Idaho          | 20       |
|         | Kalifornien    | 30       |
|         | Maine          | 25       |
|         | Michigan       | 18       |
|         | Minnesota      | 20       |
|         | Montana        | 10       |
|         | North Carolina | 13       |
|         | Pennsylvania   | 14       |
|         | Virginia       | 16       |
|         | Wisconsin      | 35       |

| Provins | Provins          | Tusental |
| ------- | ---------------- | -------- |
|         | Alberta          | 40       |
|         | British Columbia | 140      |
|         | Manitoba         | 30       |
|         | New Brunswick    | 12       |
|         | Ontario          | 100      |
|         | Québec           | 60       |
|         | Saskatchewan     | 40       |
|         | Yukon            | 10       |

## Ekologi

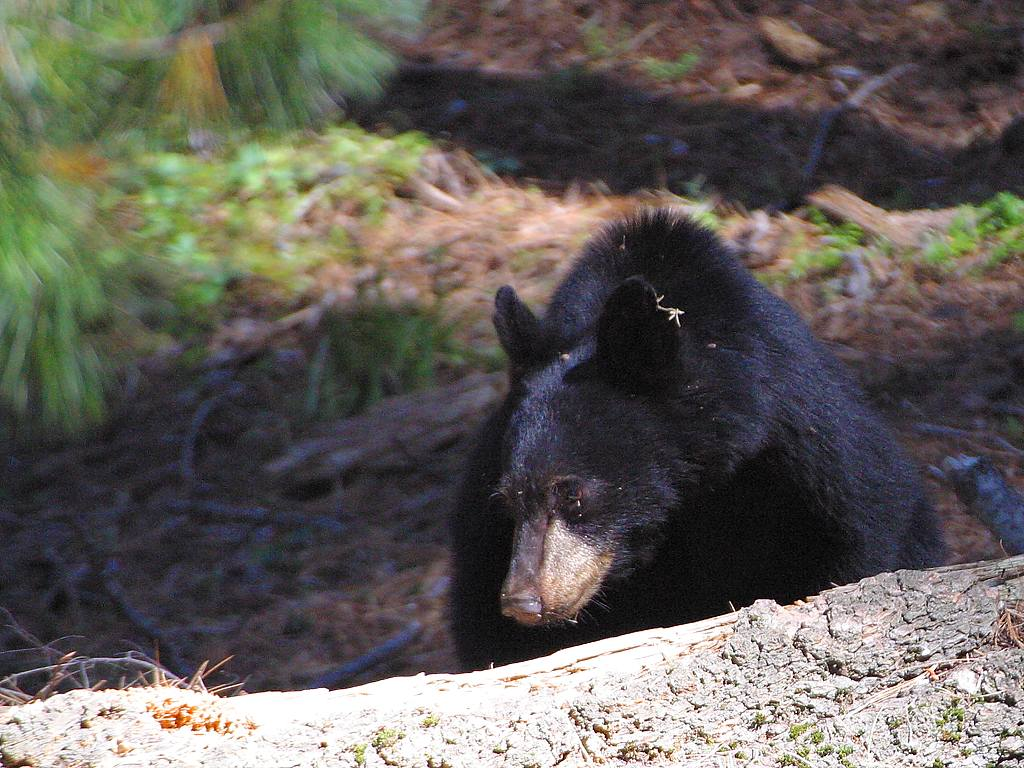
Svartbjörn i Sequoia nationalpark, USA.

### Habitat
Svartbjörnar förekommer i olika habitat men behöver överallt tillräcklig tillgång till föda och vegetation för att gömma sig samt jord som de kan gräva bon i. Huvudsakligen finns de i skogar med tät undervegetation, men de finns även i öppna landskap som prärien och tundran, främst där grizzlybjörnen har försvunnit. Arten kan även hittas i träskmarker.

### Rörelse
Svartbjörnar är som alla björnar hälgångare och sätter under passgången hela foten på marken. Om så krävs kan de röra sig med höga hastigheter. Ibland står de på sina bakre extremiteter, främst när de vill ha bättre översikt. Vid fara klättrar de upp i träd. De är även goda simmare.

### Aktivitet
Svartbjörnen är huvudsakligen aktiv under gryningen och skymningen. Allmänt beror aktiviteten på årstiden. Vid större behov av föda jagar de även på dagen. I närheten av människor kan de vara aktiva på dagen för att tigga mat. Där de har möjlighet att stjäla mat eller hämta något ätbart från soptunnor är de aktiva på natten.
Som andra björnar håller de under de kalla månaderna vinterdvala i ett självgrävt bo (ide) eller naturliga grottor respektive jordhåligheter. Deras andningsfrekvens sjunker betydligt men kroppstemperaturen minskar bara med 4 till 7 °C och de har lätt att vakna. Därför är vinterdvalan inte äkta. Vinterdvalans längd är beroende på utbredningsområdet, i kalla regioner varar den ibland från september till maj. Under dvalan upptar de ingen föda och vätska. Under denna tid minskar kroppens vikt med 23 till 30 procent, varför de äter mycket under hösten för att skapa ett fettskikt. Kroppsvikten kan minska ytterligare under början av våren då födan vid denna tid är näringsfattig.

### Socialt beteende
Som alla björnar lever den amerikanska svartbjörnen ensam utanför parningstiden. I områden med bra tillgång till föda finns ibland flera individer vid samma ställe. Revirets storlek beror på de naturliga förutsättningarna, könet och andra faktorer. Honor har allmänt mindre territorier. Således är ett revir i den amerikanska delstaten Washington bara mellan 500 hektar (hanar) och 200 hektar (honor) stort, medan territorier i andra delar av USA omfattar 10 00 till 20 000 respektive 2 000 till 4 000 hektar. I norra Kanada kan ett revir vara 100 000 hektar stort. Det förekommer att dessa territorier överlappar varandra, särskilt mellan hanar och honor, men allmänt har dessa djur ingen större kontakt med varandra. Dessutom vandrar svartbjörnar stora sträckor i regioner med öppna och av människan oanvända landskap.

### Föda
Liksom de flesta björnar är svartbjörnar allätare. Födan består till 75 % av växtdelar, däribland frukter, bär, bark, nötter, gräs och rötter. Den animaliska delen av födan utgörs huvudsakligen av insekter som myror, getingar, bin, termiter och insektslarver, men svartbjörnen äter även as. I mindre mått jagar björnen små däggdjur, fåglar och ödlor. Ibland fäller svartbjörnar större djur, till exempel tamboskap, älg eller vitsvanshjort, men oftast är det unga eller sjuka bytesdjur. Före vinterdvalan äter arten betydligt mer, upp till 84 000 kJ (20 000 kcal) per dag, vilket innebär en viktökning på omkring 13,5 kg i veckan.

### Fortplantning
Parningstiden inträffar vanligtvis från juni till juli (sällan fram till september). De huvudsakligen ensamlevande djuren skapar då kortvariga par som parningsleker flera gånger. Liksom hos andra björnar vilar ägget en tid efter befruktningen (nidation) innan den egentliga dräktigheten börjar. På så sätt går ungefär 220 dagar mellan befruktningen och födelse, men dräktigheten varar bara i 60 till 70 dagar.
Under vintervilan, oftast i januari eller februari, föds en till fem (oftast två eller tre) ungar. Nyfödda svartbjörnar är blinda och ser nakna ut men de bär en tunn päls. Ungarna väger vid födseln bara 225 till 330 gram. Efter 6 till 8 månader sluter honan att ge di men ungdjuren stannar åtminstone till andra våren hos modern. Vanligtvis har honan efter ett till fyra år nästa möjlighet att para sig.
Honor blir oftast könsmogna efter fyra till fem år (minimum 2 år, maximum 8 år), hanar ett år senare.

### Nativitet
Teoretiskt sett har svartbjörnar i naturen en livslängd på cirka 25 år och under bra förhållanden kan de leva 35 år, men de flesta blir inte äldre än tio år. Över 90 % av alla dödsfall hos dessa djur som nått en ålder över 18 månader sker i kontakten med människor i form av jakt och trafikolyckor.[källa behövs] Efter människan är grizzlybjörnen artens största fiende. Ibland faller unga svartbjörnar offer för pumor och prärievargar.

## Svartbjörnen och människan

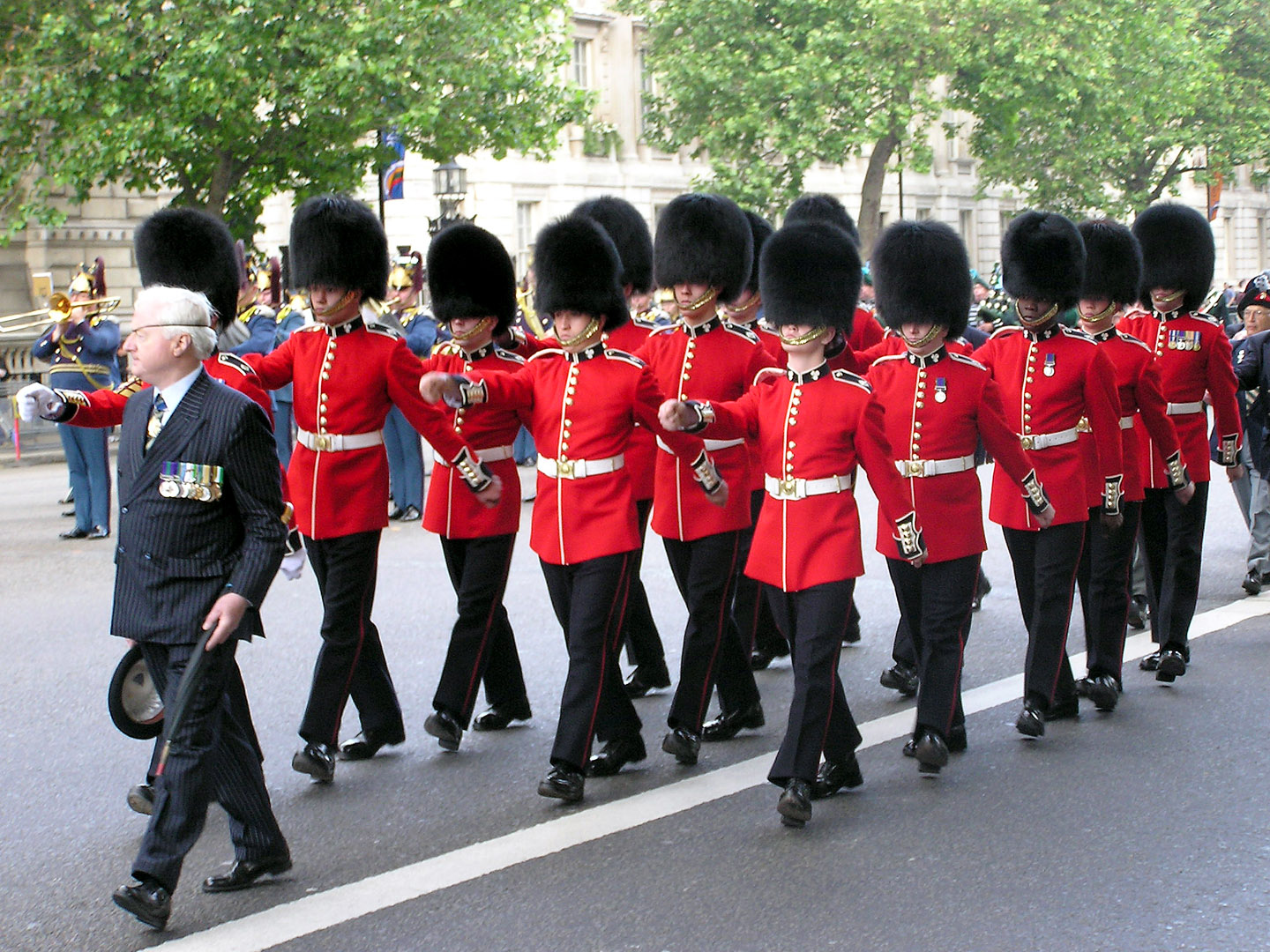
Brittiska soldater i Irish Guards med björnpälsmössan.

### Hot och status
Efter att européerna bosatte sig i Nordamerika påverkades svartbjörnens förekomst i flera områden. Å ena sidan minskade antalet svartbjörnar i USA:s östra och södra delar, där det idag bara finns restbestånd kvar, men å andra sidan drog djuret nytta av grizzlybjörnens utrotning i andra regioner och där ökade populationen. Organisationen American Bear Association uppskattar beståndet i USA till mellan 286 000 och 328 000 individer och räknar med 600 000 svartbjörnar för hela Nordamerika.
Svartbjörnen jagas av människan av olika anledningar. Bland dessa finns björnens vana att döda tamboskap och förstöra bikupor samt odlingsmark. Jakt för djurets päls och kött eller för nöjes skull förekommer också. Undersökningar har visat att den påstådda skadan på tamboskapsbeståndet nästan är obefintlig medan skadorna på odlingsmark har ett betydande omfång.[källa behövs] Sportjakt förekommer i stora delar av utbredningsområdet och enligt uppskattningar från 1995 dödas i Nordamerika (Kanada & USA) varje år 40 000 till 50 000 svartbjörnar på detta sätt. Jakt för köttets, fettets och pälsens skull har minskat betydligt men under nybyggarnas tid var det den viktigaste grunden för jakten. Den kända björnpälsmössan som ingår i vissa uniformer av den brittiska armén framställs ännu idag av päls från kanadensiska svartbjörnar.
En annan orsak till jakt på svartbjörnar är exporten av djurets gallvätska till östasiatiska länder där den tillskrivs läkande egenskaper. Vanligtvis används den asiatiska kragbjörnen för detta ändamål men på grund av dess ringa population riktar sig uppmärksamheten alltmer mot andra björnar, som den nordamerikanska svartbjörnen. USA exporterar gallvätskan till Sydkorea, Kina och Japan och även den inhemska asiatiska befolkningen får leveranser. Denna jakt fick först större uppmärksamhet under 1980- och tidiga 1990-talet.
Svartbjörnar är till största delen ofarliga för människor. Ett undantag är sårade individer och honor med ungdjur samt djur som försvarar födan. Rapporter om människor som dödats av dessa djur är sällsynta.
I amerikanska nationalparker har svartbjörnar i viss mån blivit ett problem. Med sitt välutvecklade luktsinne hittar de fram till tältplatser och bilar med besökare. Om besökarna av missriktad djurvänlighet börjar mata björnarna riskerar de att mista sin naturliga skygghet och fler olyckor kan ske. Alltför tama individer anses ofta nödvändiga att avliva.[källa behövs]

### Svartbjörnen i kulturen
Teddybjörnen sägs ha fått sitt namn från Theodore "Teddy" Roosevelt som i samband med en jakt blev erbjuden att döda en infångad svartbjörnunge, men vägrade. Det finns dock även andra teorier om hur leksaken fick sitt namn.[källa behövs]